# Блеклик Естејтс (Охајо)
Блеклик Естејтс (енгл. Blacklick Estates) насељено је место без административног статуса у америчкој савезној држави Охајо.

## Демографија
По попису из 2010. године број становника је 8.682, што је 836 (-8,8%) становника мање него 2000. године.
| Група             | 2000.         | 2010.         |
| Белци             | 8.208 (86,2%) | 6.260 (72,1%) |
| Афроамериканци    | 854 (9,0%)    | 1.705 (19,6%) |
| Азијати           | 102 (1,1%)    | 116 (1,3%)    |
| Хиспаноамериканци | 120 (1,3%)    | 275 (3,2%)    |
| Укупно            | 9.518         | 8.682         |